# Ignacio Ferreras de Zumarraga
 Ignacio Ferreras (1972) és un director de cinema i guionista espanyol, nominat als Premis Gaudí 2012.

## Biografia
La seva carrera internacional inclou el treball com animador a The Illusionist, de Sylvain Chomet (2010), el segment 1000c SMS Finals, que dirigeix i anima per Tokyo Onlypic 2008 (Japó, 2008) o la seva feina de storyboard a Astérix et les Vikings (Dinamarca, 2004). Des del 2005 lliga la seva feina professional amb la docència, donant classes i conferències a l'Animation Workshop (Dinamarca), la National Film School of Denmark, i al Volda University College (Noruega). Arrugues suposa el seu debut en un llargmetratge.

## Filmografia

### Com a director
- 2002. How to Cope with Death (curt)
- 2008. Tokyo Onlypic
- 2011. Arrugues

### Com a director artístic
- 1998. Rugrats (sèrie TV) (1 episodi)
- 2006. Astérix et les Vikings

### Com a guionista
- 2011. Arrugues

### Animació
- 2000. Joseph: King of Dreams (vídeo)

### Documentals
- 2012. Miradas 2 (sèrie TV documental) episodi 29 de gener de 2012
- 2012. Cinema 3 (TV) episodi 26 de gener de 2012

## Premis i nominacions
El 2002 acaba el seu curt to Cope with Death, com a creador, animador i director, per Channel 4 i guanyador del premi "Jean-Luc Xiberras" al millor primer curtmetratge a Annecy 2003.

### Premis
- 2012. Premi Goya al millor guió adaptat per Arrugues (2011)

### Nominacions
- 2012. Premi Gaudí a la millor pel·lícula d'animació per Arrugues (2011)